# 哥伦比亚人
哥伦比亚人 （西班牙語：Colombianos） 是哥伦比亚的人民。 这种联系可以是住宅、法律、历史或文化。对于大多数哥伦比亚人来说,这些联系中有几个（或全部）存在，并且集体成为哥伦比亚人的根源。
哥伦比亚是一个多种族的社会。这里有许多种族、宗教和民族血统的人。结果，大多数哥伦比亚人在同时拥抱和捍卫上述内容的同时，并未将其国籍等同于其种族血统,而是对哥伦比亚的忠诚。
哥伦比亚大部分人口由旧世界移民及其后代组成。在西班牙征服时期之后，近六个世纪以来，仍然持续不同階段的非原住民移民。美洲原住民的要素及後續移民的习俗、语言和宗教共同构成了哥伦比亚的文化，形成现代的哥伦比亚人身份。

## 麥士蒂索人
43%的哥伦比亚人是欧洲人與美洲原住民混血的麥士蒂索人。

## 白人
来自欧洲的移民主要是西班牙人和其他重要群体，例如意大利人、德国人、法国人、苏格兰人、爱尔兰人、比利时人、荷兰人、瑞士人、希腊人、英国人和葡萄牙人。此外，美国人在19世纪末和早期将许多人迁移到加勒比海地区。20世纪也是如此。其他少数民族社区，例如波兰人、立陶宛人、捷克人、克罗地亚人、俄罗斯人、乌克兰人和塞爾維亞族。他们还在第二次世界大战和冷战之间迁移。大约40%的人口是高加索人(欧洲血统)。

## 阿拉伯人
许多来自中东的阿拉伯人移民到哥伦比亚。他们来自黎巴嫩、约旦、叙利亚、伊拉克和巴勒斯坦，以逃避19世纪和20世纪奥斯曼帝国的宗教压力和经济困难。在黎巴嫩、叙利亚、伊拉克、约旦和巴勒斯坦成为奥斯曼帝国土耳其的领土时，来自中东的阿拉伯人首次到达哥伦比亚的港口时，他们被称为土耳其人。哥伦比亚有70万黎巴嫩人和直系血统的后裔，以及150万黎巴嫩人和部分不流血的祖先。许多黎巴嫩叙利亚人居住在哥伦比亚的加勒比地区。例如巴兰基亚、喀他赫纳和圣玛尔塔。大约4%的人口是阿拉伯人或黎凡特人。

## 非洲人
10%的哥伦比亚人是完全黑人或混血儿非洲人（非洲和欧洲混血儿），而黑人非洲人是16世纪和19世纪初期低地的奴隶，主要是在沿海地区。

## 原住民
在西班牙殖民之前，哥伦比亚的领土上有许多美洲原住民居住。目前共有102个社区，其中150万人是原住民，主要位于该国的丛林地区，占该国人口的3%。

## 节日
巴兰基亚嘉年华、选美节、鲜花节、戏曲节等。

## 饮食特色
咖啡
1. ↑  . National Administrative Department of Statistics (Colombia).   [10 November 2022]. （原始内容存档于28 October 2022）.
2. ↑  U.S. Census Bureau, U.S. Department of Commerce. "Hispanic or Latino Origin by Specific Origin." American Community Survey, ACS 1-Year Estimates Detailed Tables, Table B03001, 2023, https://data.census.gov/table/ACSDT1Y2023.B03001?q=B03001 （页面存档备份，存于）: HISPANIC OR LATINO ORIGIN BY SPECIFIC ORIGIN. Accessed on October 11, 2024.
3. ↑  INE.  (PDF). Ine.gob.ve. 2011  [9 September 2014]. （原始内容存档 (PDF)于5 August 2019） （西班牙语）.
4. ↑  Población (españoles/extranjeros) por país de nacimiento y sexo 的存檔，存档日期28 April 2022. INE
5. ↑  . Migration Policy. 16 October 2023  [8 September 2024].
6. ↑  . El Mostrador. 31 December 2024  [31 December 2024]. （原始内容存档于2025-01-14）.
7. ↑   (PDF). Buenos Aires: Dirección Nacional de Población. 2022  [19 September 2024]. （原始内容存档 (PDF)于2025-02-18） （西班牙语）.
8. ↑  Statistics Canada. . 12.statcan.gc.ca. 2011  [30 April 2014]. （原始内容存档于24 December 2018）.
9. ↑  Observatório das Migrações em São Paulo. . 12.statcan.gc.ca. 2022  [11 April 2024]. （原始内容存档于2021-08-19）.
10. ↑  . Instituto Nacional de Estadística y Censo de Panamá.   [17 September 2024]. 原始内容存档于2025-03-05 （西班牙语）.
11. ↑  . Australian Bureau of Statistics.   [18 Jan 2025]. （原始内容存档于2025-02-17）.
12. ↑  . Dirección de Política Migratoria del Perú.   [17 September 2024]. （原始内容存档于2023-12-13） （西班牙语）.
13. ↑  . France Diplomatie : : Ministère de l'Europe et des Affaires étrangères.   [4 January 2023]. （原始内容存档于13 December 2023）.
14. ↑  .   [15 October 2021]. （原始内容存档于13 February 2023）.
15. ↑  Template:ONSCoB2020
16. ↑  INEGI.  (PDF). 2010  [1 April 2021]. （原始内容存档 (PDF)于15 November 2011） （spanish）.
17. ↑  385.899 extranjeros viven en Costa Rica 的存檔，存档日期26 September 2017. La Nación
18. ↑  . De.statista.com.   [16 September 2021]. （原始内容存档于12 May 2020） （德语）.
19. ↑  . Statline.cbs.nl.   [26 January 2020]. （原始内容存档于4 March 2016）.
20. ↑  . tuttitalia.it.   [16 September 2021]. （原始内容存档于25 March 2023） （意大利语）.
21. ↑   [Population by country of birth, gender and year: Year 2000 - 2021]. Statistics Sweden.   [2 March 2022]. （原始内容存档于20 December 2008） （瑞典语）.
22. 1 2  . Cancilleria de Colombia. 22 October 2017  [2025-01-21]. （原始内容存档于2025-02-18）.
23. ↑  . 15 December 2023  [28 April 2024]. （原始内容存档于2024-04-28） （日语）.
24. ↑  . Cia.gov.   [27 April 2020]. （原始内容存档于30 May 2015）.